# Digimon World DS
 (octobre 2019).
Si vous disposez d'ouvrages ou d'articles de référence ou si vous connaissez des sites web de qualité traitant du thème abordé ici, merci de compléter l'article en donnant les références utiles à sa vérifiabilité et en les liant à la section « Notes et références ».
Digimon World DS (デジモンストーリー Dejimon Sutōrī/Digimon Story) est un jeu vidéo de rôle et d'action, mais aussi le tout premier jeu Digimon commercialisé sur Nintendo DS. La version originale du jeu se nomme Digimon Story. Le jeu est à peu près similaire à Digimon World 2003, environ 300 digimon et possède une connexion wi-fi Nintendo permettant les combats à plusieurs
Le jeu est commercialisé au Japon le 15 juin 2006 et aux États-Unis le 7 novembre 2007. En Europe, le jeu n'est fait aucune apparition. Peu après la sortie du jeu aux États-Unis, deux nouveaux jeux sur DS ont été annoncés au Japon : Digimon World: Dawn et Digimon World: Dusk.

## Système de jeu
Dans le jeu, le joueur incarne un digidompteur et entame un voyage dans un monde digital pour découvrir, dompter, élever, entraîner et commander plus de 230 digimon uniques. À la différence des précédents opus du jeu, Digimon World DS débloque la suite de ses aventures une fois que tous les digimon ont été acquis. Le joueur a la possibilité de fonder une "digi-ferme" pour y élever, digivolver et communiquer avec ses Digimon. Connexion wi-fi incluse, les joueurs peuvent échanger, combattre et fusionner leurs digimon.

### Nouveaux personnages
Digimon World DS marque la première apparition de bon nombre de digimon comme Gawappamon (la digivolution de Kamemon) de la saison de Digimon Data Squad. Le digi-boss final Chronomon y a aussi fait sa première apparition. 
Le jeu inclus d'autres digimon spéciaux, DotAgumon et DotFalcomon. À priori, ils n'ont aucune caractéristique particulière.

### Nouvelles lignes évolutives
Digimon World DS référence de nouvelles lignes de digivolutions.
Par exemple :
- La version 2006 d'Agumon apparu dans la saison Digimon Data Squad peut devenir le classique Greymon, vu dans la saison Digimon Adventure.
- Justimon, digimon de niveau méga, apparu dans la saison Digimon Tamers, est ici l'évolution de Superstarmon et non de Cyberdramon comme beaucoup pourrait s'y attendre.
- Angewomon se digivolve en MarineAngemon plutôt qu'en traditionnel Ophanimon ou Magnadramon.
- Gekomon ne se digivolve pas en ShogunGekomon, car ShogunGekomon n'apparaît qu'en boss et non en digimon transformable. À la place, Gekomon se digivolve en Whamon.